# Mitchell van der Gaag
Mitchell van der Gaag (Zutphen, 1971. október 22. –) holland labdarúgóhátvéd, az FC Zürich vezetőedzője.
A NEC, a Sparta Rotterdam, a PSV és az Utrecht csapataiban összesen 208-szor lépett pályára a holland első osztályban, 19 gólt szerezve és játszott a skót Motherwell és a portugál Marítimo csapataiban is. Az utóbbi csapatban 174 mérkőzésen szerepelt, 19 gólt lőtt.
Edzőként Portugáliában volt a Marítimo és a Belenenses menedzsere, illetve a holland Excelsior és NAC csapatait is vezette.

## Pályafutása

### Játékosként
Van der Gaag Zutphenben született, Gelderlandban. Miután fiatalkorát a PSV Eindhoven utánpótláscsapatában töltötte, az első három szezonját a kölcsönben a NEC Nijmegennél és a Sparta Rotterdamnál töltötte. Ezt követően visszatért Eindhovenbe, de nem sikerült bebetonoznia magát, mint fontos kezdőjátékos.
1995 januárjában van der Gaag Skóciába igazolt, a Motherwell csapatához. 28 meccsen 7 gólt szerzett második szezonjában, amely a legtöbb volt egy évadban karrierjében. Segítségével a csapat éppenhogy bennmaradt az első osztályban, mielőtt visszatért volna az Eredivisie-be, Utrechtbe.
A 2001–2002-es szezonban van der Gaag csatlakozott a portugál CS Marítimo csapatához és az egyik legfontosabb játékosa lett abban az időszakban, mikor bebiztosították helyüket az első osztályban. A 2003–2004-es szezonban hat gólt szerzett, amellyel csapata hatodik helyezett lett, bejutva az UEFA Kupába.

### Edzőként
Van der Gaag 2007-ben vonult vissza a labdarúgástól, miután egy szezont Szaúd-Arábiában töltött. Következő júliusban visszatért Portugáliába, mint az utánpótlás csapat edzője.
2009 októberében, miután a csapat kirúgta Carlos Carvalhalt, van der Gaagot bízták meg az első csapat vezetésével. Segítségével ötödik lett a Marítimo, miután az utolsó fordulóban legyőzték a Vitória de Guimarães-t, 2–1-re. Bejutottak az Európa-ligába is, szerződését meghosszabbították egy évvel.
2010. szeptember 14-én, miután csak egy pontot szereztek az első négy mérkőzésen és kikaptak a BATE Bariszavtól az Európa Ligában, a Marítimo kirúgta van der Gaagot. Majdnem két évig nem dolgozott újra edzőként, mielőtt szerződést ajánlott volna neki a portugál másodosztályú CF Os Belenenses. Első szezonjában megnyerte a ligát, a csapat három év után tért vissza az első osztályba.
Van der Gaag 2013 szeptemberében szívproblémái miatt rövid időre ott hagyta a csapatot, miután rosszul érezte magát egy bajnoki közben a Marítimo ellen. 2015 februárjában kinevezték a ciprusi Ermis Aradippou FC élére, ahonnan egy hónap után kirúgták, mivel nem volt hajlandó meghosszabbítani szerződését.
Miután a 2015–2016-os szezont az FC Eindhovennel töltötte a másodosztályban, van der Gaag az első osztályba szerződött és a SBV Excelsior, illetve a NAC Breda edzője lett. 2019. május 24-én visszatért a másodosztályba, a Jong Ajax edzőjeként.
Innen már csak egy lépésre volt a holland csapat első keretétől. 2021. június 1-én kinevezték a távozó Christian Poulsen helyére, másodedzőnek.
2022 áprilisában az Ajax bejelentette, hogy Erik ten Hag a Manchester United edzője lesz, ahova van der Gaag is követi őt. 2024 nyarán távozott a csapattól, amelyet követően egy évvel később a svájci FC Zürich vezetőedzője lett.

## Sikerek és díjak

### Edzőként
Belenenses
- Segunda Liga: 2012–2013[11]

AFC Ajax (másodedző)
- Eredivisie: 2021–2022

Manchester United (másodedző)
- Angol ligakupa: 2022–2023